# Gries am Brenner
Gries am Brenner – gmina w Austrii, w kraju związkowym Tyrol, w powiecie Innsbruck-Land. Według Austriackiego Urzędu Statystycznego liczyło 1336 mieszkańców (1 stycznia 2015).